# Zainab Salbi
Zainab Salbi (en árabe: زينب سلبي, Bagdad, 24 de septiembre de 1969) es una activista por los derechos de las mujeres, escritora, presentadora de programas de televisión y presentadora de podcasts iraquí-estadounidense. Es cofundadora de Women for Women International, una organización sin fines de lucro que ayuda a las mujeres afectadas por la violencia sexual y los conflictos. Condujo los programas de televisión Through Her Eyes y #MeToo, Now What?, sobre temas que afectan a las mujeres. Desde 2022 presentó el pódcast Redefined.
En sus memorias de 2005 Between Two Worlds: Escape from Tyranny: Growing Up in the Shadow of Saddam, Salbi contó sus primeros años de vida: Nacida en Bagdad de un padre que luego se convirtió en el piloto personal de Sadam Huseín, su familia arregló su matrimonio y emigración a los Estados Unidos, para alejarla de la proximidad de Huseín, quien había comenzado a mostrarle una atención no deseada. Después de un matrimonio abusivo en los Estados Unidos, se divorció de su esposo y comenzó su carrera humanitaria. También es autora del libro de no ficción The Other Side of War: Women's Stories of Survival & Hope, que documenta las historias de mujeres sobrevivientes de la guerra.

## Primeros años y educación
Salbi es una mujer musulmana nacida en 1969 en Bagdad, Irak, que creció con su hermano menor. En 1971, se mudó al distrito de Mansour con sus padres. Su madre era profesora de biología, mientras que su padre era piloto de avión. Su madre Alia era una musulmana secular. Cuando Salbi tenía 11 años, su padre se convirtió en el piloto personal de Sadam Huseín, quien visitaba regularmente a la familia en su casa mientras era presidente de Irak. La Guerra Irán-Irak ocurrió durante su infancia, incluidos los ataques con misiles en Bagdad. Estudió idiomas en una universidad iraquí.
En 1990, a la edad de 20 años, Salbi fue enviada a los Estados Unidos para un matrimonio concertado después de que su madre se preocupara por la atención que recibía de Huseín. Dejó el matrimonio después de que su esposo se volviera abusivo pero no pudo regresar a Irak debido al comienzo de la primera Guerra del Golfo. Se mudó a Washington D. C., trabajó como traductora y se casó con el abogado palestino-estadounidense Amjad Atallah. En 1996, se convirtió en ciudadana estadounidense y completó su licenciatura en sociología y estudios de la mujer en la Universidad George Mason. Tiene una maestría de 2001 en estudios de desarrollo de la Escuela de Economía de Londres.

## Carrera

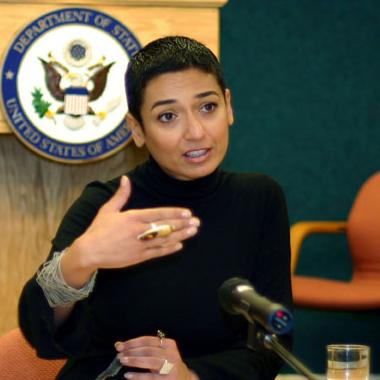
Salbi en Nueva York, 2005.

Mientras estudiaba en la Universidad George Mason, Salbi se enteró de las violaciones sistemáticas durante la guerra de Bosnia. En 1993, con Atallah, lanzó Women for Women International. Salbi comenzó a ocupar el cargo de presidente, inicialmente con un enfoque en el apoyo a las mujeres en Bosnia y Herzegovina y Croacia expandiéndose a Irak en 2003. El programa vinculó a patrocinadores en América del Norte con mujeres en Bosnia. Salbi dirigió la organización hasta su renuncia en 2011, tiempo durante el cual sus esfuerzos humanitarios y de desarrollo ayudaron a 315 000 mujeres y distribuyeron más de $108 millones en ayuda directa y préstamos de microcrédito. Entre los 185 países en los que se centró Women for Women International se encuentran Afganistán, Bosnia, República Democrática del Congo, Kosovo, Nigeria, Ruanda, Sudán e Irak.
Salbi es una activista que habla sobre la violencia sexual en los conflictos. Ella contribuyó con el informe de 2003 Winning the Peace Conference Report: Women's Role in Post-Conflict Iraq, publicado por Mujeres que luchan por la paz y el Centro Internacional para Académicos Woodrow Wilson. Más tarde testificó ante el Congreso de los Estados Unidos sobre el contenido del informe. Para 2006, Salbi había aparecido en The Oprah Winfrey Show seis veces discutiendo el trabajo de Women for Women International. El mismo año, la organización recibió el Premio Humanitario Hilton de 1,5 millones de dólares. En enero de 2005, produjo un informe que presenta los resultados de una encuesta de 1000 mujeres iraquíes. El informe transmitió las preocupaciones de las mujeres sobre su seguridad durante la guerra.

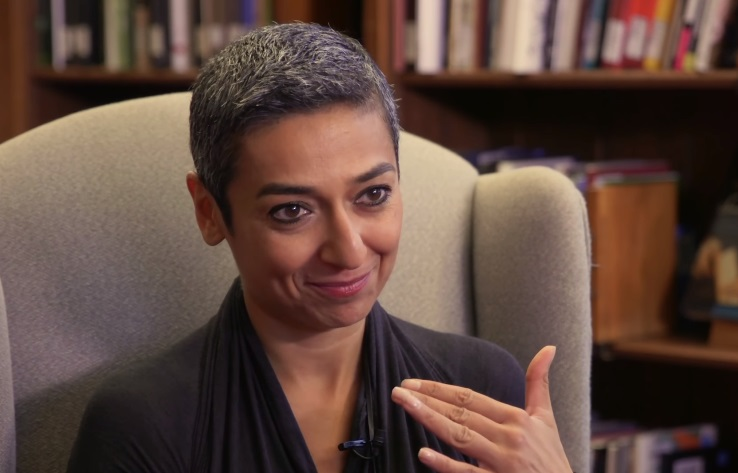
Salbi en Mount Holyoke College, 2016.

En 2015, Salbi lanzó el programa de entrevistas de TLC Arabia The Calling, con Oprah Winfrey apareciendo en el primer programa. El programa se transmitió en 22 países en el Medio Oriente y África del Norte y se centró en las mujeres árabes y musulmanas. En respuesta a su trabajo televisivo, Salbia ha sido llamada la «Oprah del Medio Oriente» y «La Voz de Arabia». En 2016, lanzó The Zainab Salbi Project, una serie original con Huffington Post. Como anfitriona, trató temas sociales de diferentes partes del mundo. En febrero del 2018, comenzó a presentar el programa de televisión PBS #MeToo, Now What?. La serie de cinco partes exploró cómo podría ocurrir un cambio positivo después de las secuelas del movimiento Me Too, examinando cuestiones de género, raza y clase social. Como presentadora, Salbi entrevistó a la comentarista política Angela Rye, la escritora Ijeoma Oluo, la activista Nadine Strossen y un exeditor del blog del Alamo Drafthouse Cinema que fue acusado de agresión sexual. En 2018, Salbi presentó el programa de noticias de Yahoo! News Through Her Eyes with Zainab Salbi, que se centra en los problemas mundiales que afectan a las mujeres.
Salbi es autora de las memorias de 2005 Between Two Worlds: Escape from Tyranny: Growing Up in the Shadow of Saddam que documenta su infancia, la proximidad de su familia a Sadam Huseín, su matrimonio arreglado, la fuga de Irak a los Estados Unidos, el abuso marital, y el comienzo de su carrera humanitaria. Salbi es autora del libro de no ficción de 2006 The Other Side of War, que documenta las historias de mujeres que han vivido conflictos y desigualdades y han tenido éxito en el liderazgo comunitario y en los negocios. También es autora del libro de autoayuda de 2018 Freedom Is an Inside Job. En 2022, se unió a la plataforma en línea de conciencia plena y espiritualidad FindCenter y comenzó a presentar el podcast Redefined.

## Premios y reconocimientos
En 1995, el presidente Bill Clinton honró a Salbi en la Casa Blanca por su labor humanitaria y la identificó como una «heroína del siglo XXI». La revista Time la nombró Innovadora del Mes en marzo de 2005 y luego fue destacada por su trabajo como filántropa. En abril del mismo año, Salbi recibió un premio Trailblazer de la revista Forbes. En 2012, fue una de las Mujeres del Año de Barclays. En 2011, Salbi recibió un Premio al Liderazgo Visionario del Festival Internacional de Artes e Ideas y The Guardian la identificó como una de las 100 mejores mujeres activistas y activistas por su papel en la creación de Women for Women International. Salbi fue identificada como una mujer árabe influyente por Arabian Business, y una de las 100 pensadoras globales en el mundo por Foreign Policy. Con casi 24 000 seguidores, Fortune identificó a Salbi como una de las mujeres más influyentes en Twitter en 2014, destacando su trabajo humanitario centrado en las mujeres. Gulf Business la declaró una de las 100 árabes más poderosas en 2019, destacando su papel al frente de Women for Women International. Salbi fue seleccionado como miembro del jurado del Premio Humanitario Hilton en 2020 y 2021.
Tiene doctorados honorarios de la Universidad de York (2014), la Universidad George Mason (2019) y la Universidad de Glasgow (2019). Recibió el premio Eleanor Roosevelt Val-Kill en 2019 por su trabajo de escritura y televisión para promover la conciencia sobre los problemas que afectan a las mujeres. En 2005, el Centro Blum para el Alivio de la Pobreza de la Universidad de California en Irvine le otorgó el Premio a la Seguridad Humana.

## Libros
- Between Two Worlds: Escape from Tyranny: Growing Up in the Shadow of Saddam. 2005. ISBN 9781592401567. OCLC 948315384.[53]
- Hidden in plain sight: growing up in the shadow of Saddam. Londres: Vision. 2006. ISBN 9781904132974. OCLC 768470387.
- «The Other Side of War: Women's Stories of Survival & Hope». National Geographic (Washington D. C.). 2006. ISBN 9780792262114. OCLC 150261088.[34]
- If You Knew Me You Would Care. Nueva York: PowerHouse Books. 2012. ISBN 9781576876190. OCLC 920738001.
- Freedom Is an Inside Job: Owning Our Darkness and Our Light to Heal Ourselves and the World. Sounds True, Incorporated. 2018. ISBN 9781683641773. OCLC 1077718721.